# لواتة (تونس)
لواتة قرية تونسية تقع في ولاية صفاقس.